# Osamu Dezaki
Osamu Dezaki (出﨑 統, Dezaki Osamu, Shinagawa, 18 november 1943 - Mitaka, 17 april 2011), ook bekend als Makura Saki (崎枕, Saki Makura), Kan Matsudo (松戸完, Matsudo Kan), Toru Yabuki (矢吹徹, Yabuki Toru) en Kuyou Sai (斉九洋, Sai Kuyou), was een Japans animeregisseur en scenarist.

## Biografie
Osamu Dezaki debuteerde als mangaka tijdens de middelbare school. Vanaf 1963 werkte hij bij Mushi Production, de animatiestudio van Osamu Tezuka. Hij maakte zijn regiedebuut in 1970 met Ashita no Joe. Na zijn werk bij Mushi Production richtte Dezaki samen met Masao Maruyama, Rintaro en Yoshiaki Kawajiri de animatiestudio Madhouse op.
Dezaki was een bekend kettingroker. Hij overleed op 67-jarige leeftijd aan longkanker. Zijn oudere broer, Satoshi Dezaki, is ook een animeregisseur.

## Stijl en nalatenschap
Dezaki stond bekend voor zijn unieke visuele stijl waarbij hij veel gebruik maakte van technieken als de split screen, de Dutch angle en pastellen freeze frames (waarbij een beeld vervaagt in een pastellen schilderij). Veel van zijn technieken werden populair en worden vandaag gezien als typische technieken in Japanse animatie. Hij oefende veel invloed uit op Yoshiaki Kawajiri, Yoshiyuki Tomino, Ryutaro Nakamura, Noriyuki Abe, Kunihiko Ikuhara, Akiyuki Shinbo, en Yutaka Yamamoto.

## Oeuvre

### Televisiereeksen
| Titel                                                                               | Taak                                   | Jaar      |
| ----------------------------------------------------------------------------------- | -------------------------------------- | --------- |
| Astroboy                                                                            | Animator en afleveringregie            | 1963-1966 |
| Big X                                                                               | Animator en afleveringregie            | 1964-1965 |
| Great Adventure of Goku                                                             | Afleveringregie                        | 1967      |
| Naughty Detective Corps                                                             | Afleveringregie                        | 1968      |
| Dororo                                                                              | Afleveringregie                        | 1969      |
| Moomin                                                                              | Afleveringregie                        | 1969      |
| Ashita no Joe                                                                       | Regie, scenario en afleveringregie     | 1970-1971 |
| Lupin III                                                                           | Storyboards (afleveringen 7, 13 en 17) | 1971-1972 |
| Andersen Monogatari                                                                 | Animator                               | 1971      |
| Kunimatsu-sama no Otoridai                                                          | Animator                               | 1971      |
| Moomin                                                                              | Animator                               | 1972      |
| Akadou Suzunosuke                                                                   | Animator                               | 1972      |
| Dokonjo Gaeru                                                                       | Animator                               | 1972      |
| Hazedon                                                                             | Regie                                  | 1972      |
| Jungle Kurobe                                                                       | Regie                                  | 1973      |
| Karate Master                                                                       | Regie                                  | 1973      |
| Samurai Giants                                                                      | Animator                               | 1973      |
| Ace o Nerae!                                                                        | Regie                                  | 1973-1974 |
| First Human Giatrus                                                                 | Regie                                  | 1974-1976 |
| Japanese Folklore Tales                                                             | Animator                               | 1975      |
| Ganba no Boken                                                                      | Regie en afleveringregie               | 1975      |
| Ganso Tensai Bakabon                                                                | Afleveringregie                        | 1975-1977 |
| Gaiking                                                                             | Animator                               | 1976      |
| Manga Fairy Tales of the World                                                      | Animator                               | 1976      |
| Jetter Mars                                                                         | Animator                               | 1976      |
| Ie Naki Ko (gebaseerd op Hector Malot's roman, Alleen op de wereld                  | Regie en afleveringregie               | 1977-1978 |
| Takarajima (gebaseerd op Robert Louis Stevenson's romans: Schateiland)              | Regie                                  | 1978-1979 |
| The Rose of Versailles                                                              | Regie (vanaf aflevering 19)            | 1979-1980 |
| Tomorrow's Joe 2                                                                    | Regie                                  | 1980-1981 |
| Space Adventure Cobra                                                               | Regie (met Yoshio Takeuchi)            | 1982-1983 |
| Rainbow Brite                                                                       | Regie                                  | 1984      |
| The Mighty Orbots                                                                   | Regie                                  | 1984      |
| Bionic Six                                                                          | Regie                                  | 1987      |
| Visionaries: Knights of the Magical Light                                           | Creatief adviseur                      | 1987      |
| Oniisama e                                                                          | Regie                                  | 1991-1992 |
| In the Beginning: The Bible Stories                                                 | Regie                                  | 1997      |
| Hakugei: Legend of the Moby Dick (gebaseerd op Moby-Dick van Herman Melville)       | Regie                                  | 1997-1999 |
| Astro Boy 2003                                                                      | Storyboard                             | 2003      |
| The Snow Queen (gebaseerd op De sneeuwkoningin van Hans Christian Andersen)         | Regie en storyboards                   | 2005-2006 |
| Ultraviolet: Code 044                                                               | Regie, scenario en storyboards         | 2008      |
| Genji Monogatari Sennenki (gebaseerd op Het verhaal van Genji van Murasaki Shikibu) | Regie en scenario                      | 2009      |

### Televisiespecials
| Titel                                        | Taak          | Jaar            |
| -------------------------------------------- | ------------- | --------------- |
| Frosty the Snowman                           | Animatieregie | 7 december 1969 |
| Sweet Sea                                    | Regie         | September 1985  |
| Botchan                                      | Supervisor    | 13 juni 1989    |
| Lupin III: Bye-Bye Liberty Crisis            | Regie         | 1 april 1989    |
| Lupin III: Mystery of the Hemingway Papers   | Regie         | 20 juli 1990    |
| Lupin III: Steal Napoleon's Dictionary!      | Regie         | 9 augustus 1991 |
| Lupin III: From Russia With Love             | Regie         | 24 juli 1992    |
| Lupin III: The Pursuit of Harimao's Treasure | Regie         | 4 augustus 1995 |
| Koushi-den                                   | Regie         | 15 oktober 1995 |

### Original Video Animation
| Titel                                                                           | Taak                    | Jaar      |
| ------------------------------------------------------------------------------- | ----------------------- | --------- |
| Ace o Nerae! 2                                                                  | Supervisie, storyboards | 1988      |
| One Pound Gospel                                                                | Regie                   | 1988      |
| Sinter Starlit Night Music                                                      | Regie                   | 1989      |
| Ace o Nerae! Final Stage                                                        | Regie                   | 1989-1990 |
| B.B.                                                                            | Regie                   | 1990-1991 |
| Sword for Truth                                                                 | Regie                   | 1990      |
| Sohryuden: Legend of the Dragon Kings                                           | Regie                   | 1991-1993 |
| Treasure Island (Takarajima) Memorial, The man who was called an "evening calm" | Regie                   | 1992      |
| Black Jack                                                                      | Regie                   | 1993-2000 |
| Golgo 13 : Queen Bee                                                            | Regie                   | 1998      |

### Films
| Titel                                          | Taak            | Jaar |
| ---------------------------------------------- | --------------- | ---- |
| A Thousand & One Nights                        | Animator        | 1969 |
| Kanashimi no Belladonna                        | Sleutelanimatie | 1973 |
| Aim for the Ace! The Movie: Jump High, Hiromi! | Regie           | 1979 |
| Tomorrow's Joe: The Movie                      | Regie           | 1980 |
| Ie Naki Ko: The Movie                          | Regie           | 1980 |
| Tomorrow's Joe: The Movie 2                    | Regie           | 1981 |
| Space Adventure Cobra                          | Regie           | 1982 |
| Golgo 13: The Professional                     | Regie           | 1983 |
| The Seven Friends of Gamba                     | Regie           | 1984 |
| Treasure Island (Takarajima): The Movie        | Regie           | 1987 |
| Black Jack: The Movie                          | Regie           | 1996 |
| Air                                            | Regie           | 2005 |
| Clannad                                        | Regie           | 2007 |

- Biblioteca Nacional de España: XX1272820
- Bibliothèque nationale de France: cb140931895 (data)
- CiNii: DA15801207
- Gemeinsame Normdatei: 1081459719
- International Standard Name Identifier: 0000 0001 0804 8875
- Library of Congress Control Number: no2008081876
- MusicBrainz: ce6f593e-4be1-4842-a1ce-a1d9e3c1d21e
- Bibliotheek van het Japanse parlement: 00375876
- Nederlandse Thesaurus van Auteursnamen: 071651640
- SNAC: w6cr6pw1
- Système universitaire de documentation: 184141516
- Virtual International Authority File: 119512152
- WorldCat: E39PBJdRwwFvkKQhRJpJM9KDbd